# Damiani János
Tuhegli Damiani János (Tuhegli, Bosznia, 1710. június 21. – Vác, 1784. szeptember 3.) pozsonyi, később váci kanonok.

## Életpályája
Damiani Lukács ezredes és Edelenhausen Felicitas bárónő fia volt. 1726-ban Rómába ment, a Szent Péter és Pál collegiumban végezte bölcseleti és teológiai tanulmányait. 1735. március 5. napján áldozópappá szentelték föl. XII. Kelemen pápa kívánságára, Esterházy Imre esztergomi érsek 1737. augusztus 12-én pozsonyi kanonokká nevezte ki. A prímási szék megüresedése alkalmával Mária Terézia 1749. január 2-án ugyanott primiceriussá vagyis kántorkanonokká tette. Althann Mihály Károly váci püspök nemsokára egyházmegyéjébe vitte és püspökhelyettessé, valamint papnevelőintézeti igazgatóvá tette. Althann halála után lemondott hivatalairól és az irodalomnak élt. Végül Migazzi Kristóf bécsi hercegérsek 1768. április 10-én kinevezte a váci egyházkerület kormányzójává.

## Munkái
1. Maria dei genitrix virgo suae animationis instanti speculum sine macula. Posonii, 1758.
2. Doctrina verae Christi ecclesiae ab omnibus praecipuis antiqui, medii et novi aevi haeresibus vindicata complectens bis centum famigeratissimas controversias in canonicis scripturis, solidisque rationibus fundatas. (Ugyanott, 1760)
3. Justa religionis coactio, seu apodixis quod reges, principes, magistratus, et dynastiae romano-catholici, habita occasione et opportunitate, possint, ac debeant acatholicos in suis ditionibus commorantes, cogere, mediis etiam violentis, imo et extremis (quoties mitiora non prosint) ad amplectendam veram et unica salvificam romano-catholicam fidem. Editio altera. Buda, 1763. (A magyar királyi helytartótanács 1770. június 25-i rendeletével elkoboztatta.)

Kéziratban: Maria triumphans és Examen libri Symbolici Russorum (1778)